# Телевизија ултрависоке резолуције
Телевизија ултра високе резолуције (такође позната као Ultra HD телевизија, Ultra HD, UHDTV, UHD and Super Hi-Vision) данас укључује 4K UHD и 8K UHD, које су два дигитална видео формата са односом слике 16: 9. Они су прво предложени од стране NHK Science & Technology Research Laboratories, а касније их је дефинисала и одобрила Међународна телекомуникацијска унија. То је стандард дигиталне телевизије (DTV) и наследник телевизије високе резолуције (HDTV), која је заузврат била наследница телевизије стандардне резолуције(SDTV).